# Юпарлак
Юпарла́к (фр. Huparlac, окс. Uparlac) — коммуна во Франции, находится в регионе Окситания. Департамент — Аверон. Входит в состав кантона Сент-Аман-де-Кот. Округ коммуны — Родез.
Код INSEE коммуны — 12116.
Коммуна расположена приблизительно в 470 км к югу от Парижа, в 165 км северо-восточнее Тулузы, в 45 км к северу от Родеза.

## Население
Население коммуны на 2008 год составляло 243 человека.
| 1962 | 1968 | 1975 | 1982 | 1990 | 1999 | 2008 |
| ---- | ---- | ---- | ---- | ---- | ---- | ---- |
| 400  | 390  | 350  | 325  | 280  | 240  | 243  |

## Экономика

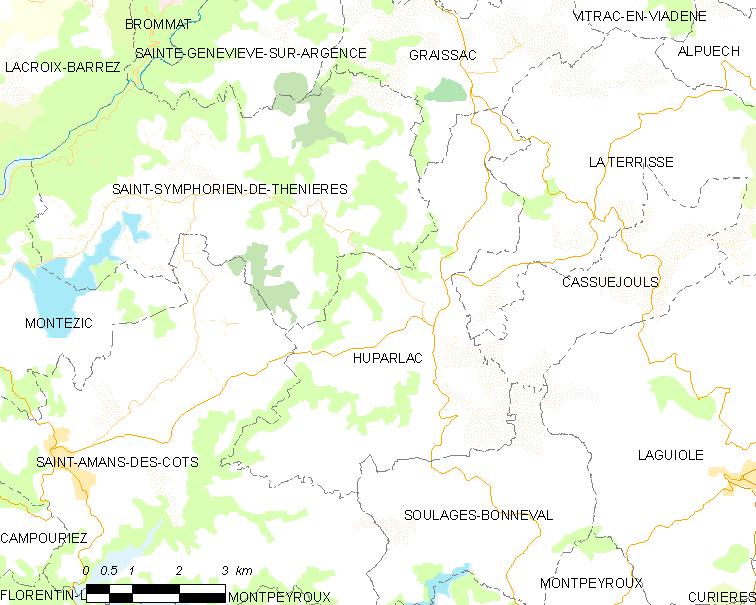
Карта коммуны

В 2007 году среди 155 человек в трудоспособном возрасте (15—64 лет) 124 были экономически активными, 31 — неактивными (показатель активности — 80,0 %, в 1999 году было 77,3 %). Из 124 активных работали 122 человека (69 мужчин и 53 женщины), безработных было 2 (0 мужчин и 2 женщины). Среди 31 неактивных 13 человек были учениками или студентами, 14 — пенсионерами, 4 были неактивными по другим причинам.